# Ascona

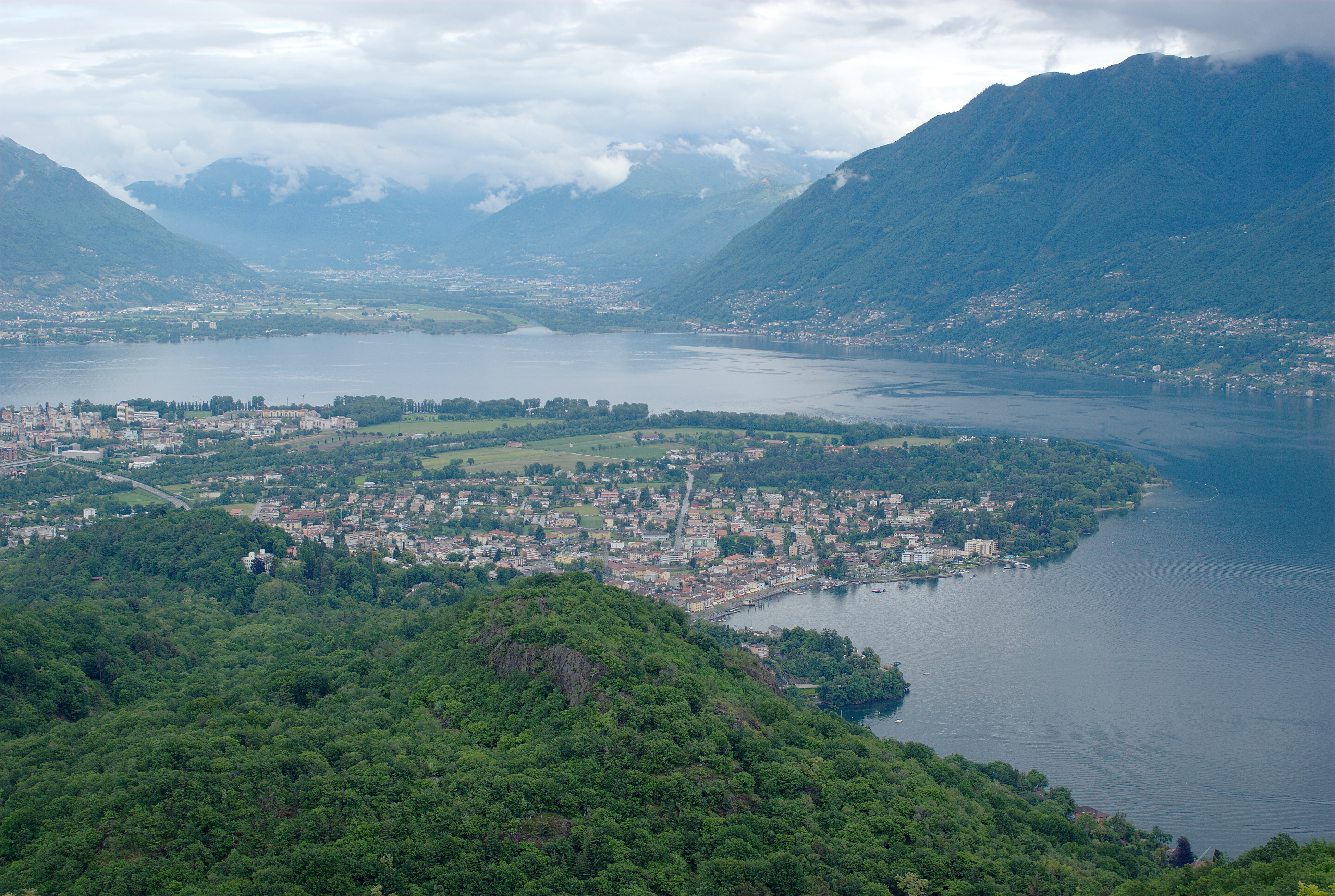
Ascona e il delta del fiume Maggia

Ascona (nel locale dialetto ticinese Scona -pronunciato /ˈʃkona/, in tedesco Aschgunen) è un comune svizzero del Canton Ticino, sul Lago Maggiore.
A partire dagli anni sessanta del XX secolo lo sviluppo urbanistico della zona ha di fatto unito l'abitato a quello di Locarno.

## Storia
L'origine del nome non è certa: s'ipotizzano radici celtiche (dal nome Asc-on, che significa "grande pascolo") o longobarde (da skugina, che significa "stalla").
Nelle zone di San Materno e di San Michele si trovano le tracce più antiche di insediamenti umani. Durante dei rilievi archeologici degli anni cinquanta del Novecento a San Materno sono state rinvenute una ventina di tombe appartenenti ad una necropoli databile tra l'età del bronzo e quella del ferro. Gli analoghi rilievi alla fine degli anni sessanta del Novecento sulla collina di San Michele sono stati rinvenuti numerosi frammenti di ceramica, punte di frecce, eccetera riconducibili al Neolitico.
Di epoca romana è la necropoli nei pressi del cimitero e alcuni resti di una fortezza sulla quale fu costruito in seguito il castello medioevale e la chiesa romanica di San Materno. Un'iscrizione romana è pure presente nella zona della chiesa parrocchiale dei Santi Pietro e Paolo.
D'epoca longobarda è la vasca battesimale presente nella chiesa dei Santi Fabiano e Sebastiano mentre sono di epoca carolingia i frammenti scultorei e le tombe presenti nella stessa chiesa.
Nel Medioevo la storia di Ascona è stata legata a quella della vicina Locarno, membri delle famiglie locarnesi dei Castelletto, degli Orelli e dei Muralto si stabilirono ad Ascona come pure membri delle famiglie milanesi dei Carcani e dei Griglioni, fuggiti a causa delle lotte tra guelfi e ghibellini e che sul lungolago di Ascona costruirono i loro castelli.
Proprietari di piccole industrie artigianali ed emigranti rientrati del borgo formarono la piccola borghesia che si affermò tra il XV e il XVI secolo. Dal 1513 Ascona, come il resto del Ticino, fu sotto il controllo dei Confederati che favorirono l'affermarsi dei borghesi e dei notabili.
Il 5 aprile 1513 il sindacato dei Cantoni sovrani svizzeri confermò ad Ascona il privilegio, già concesso dai duchi di Milano, di tenere un mercato.

## Cultura
Agli inizi del Novecento venne fondato da Ida Hoffmann (1864-1926) ed Henri Oedenkoven (1875-1935) il "Sanatorium del Monte Verità". Da qui nacque la colonia del Monte Verità che consisteva in una comunità improntata su un sistema di vita alternativo che cercava il ritorno alla natura e professava una dieta vegetariana, lunghe esposizioni al sole, il naturismo e l'adesione alla filosofia teosofica.
Dai locali i frequentatori del "Monte Verità" venivano chiamati balabiott (in dialetto danzatori nudi) un po' per spregio ed un po' per pruriginosa curiosità.
Tra gli ospiti si ricordano gli scrittori Hermann Hesse, Rainer Maria Rilke, Erich Maria Remarque e lo psicanalista Otto Gross.

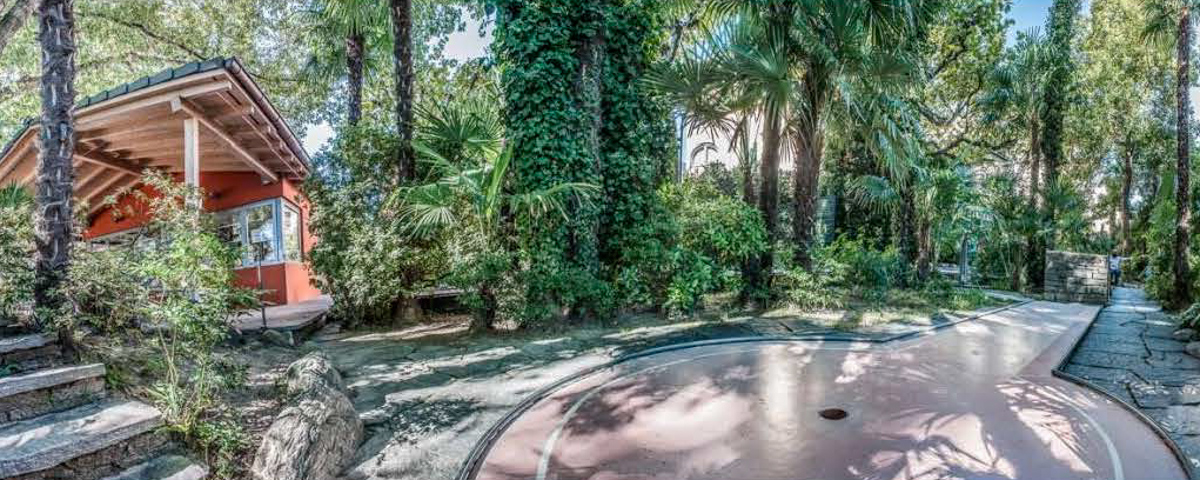
Minigolf Ascona, primo campo di minigolf del mondo brevettato (sistema Bongni), inaugurato il 19 marzo 1954

Ascona è oggi un'importante località turistica, frequentata da marzo a fine ottobre e conosciuta oltre che per le vicende del Monte Verità (documentate in primis dal noto esperto d'arte Harald Szeemann), per il suo clima mite e i suggestivi paesaggi del lago Maggiore. Dal 2016 fa parte del circuito de i Borghi più belli della Svizzera.

### Manifestazioni
Dal 1946 organizza le Settimane musicali Ascona, un festival di musica classica dove si esibiscono artisti e orchestre di fama internazionale nel periodo da fine agosto a inizio ottobre.
Inoltre ospita dal 1985 JazzAscona, un rinomato festival internazionale dedicato a New Orleans ed alle sonorità afro-americane, che ha luogo annualmente fra fine giugno e inizio luglio.

### Archeologia e storia
Ad Ascona esistevano quattro castelli:
- il castello di San Michele, un tempo situato in posizione dominante nei pressi dell'omonima chiesa;
- il castello dei Carcani, attualmente occupato da un albergo e delle cui mura sono visibili solamente i resti delle grandi porte che davano accesso alla cittadella fortificata (l'antico borgo);
- il castello di San Materno, attualmente casa di appartamenti, un tempo situato vicino all'omonimo oratorio; e
- il castello dei Grillioni (o Ghiriglioni), situato vicino al lago, edificio del quale sopravvivono due torri e parte delle mura.

I quattro castelli erano collegati tra loro tramite passaggi segreti. In questo modo, quando - ad esempio - il nemico attaccava Ascona dal lago, il castello di San Michele (che aveva un'ottima vista sul lago) avvisava gli altri castelli che si preparavano alla difesa. Si dice che anche il castello di Locarno fosse collegato a questo sistema di passaggi segreti.

### Collegio Papio
Il 20 agosto 1580 muore Bartolomeo Papio che lascia per testamento i fondi per la creazione di un collegio da erigersi ad Ascona. Fu così, dopo il 1584,  viene istituito il Collegio Papio (denominato in onore del beato Bartolomeo Papio). L'istituto scolastico, di proprietà della Diocesi di Lugano, è conosciuto, tra l'altro, per il suo chiostro rinascimentale.
Molti furono i Capi di Stato e di Governo che visitarono il collegio.

## Monumenti e luoghi d'interesse

### Musei e gallerie d'arte
- Museo Comunale d'Arte Moderna
- Museo Castello San Materno
- Fondazione Rolf Gérard
- Fondazione Ignaz e Mischa Epper

### Edilizia religiosa
- La chiesa dei Santi Pietro e Paolo.
- La chiesa di Santa Maria della Misericordia conserva notevoli affreschi tardogotici.
- Il Collegio Papio, in adiacenza alla chiesa di Santa Maria della Misericordia.
- La chiesa barocca di San Michele al castello.
- La chiesa della Madonna della Fontana, santuario risalente ai primi del Seicento.
- L'oratorio dei Santi Fabiano e Sebastiano.
- L'oratorio della Madonna della Ruga.
- Il Famedio e il suo muro di cinta del cimitero di Ascona.

### Edilizia civile
- Il Palazzo Municipale fatto erigere da Bartolomeo Papio.
- La Casa Serodine (1620 circa) con preziosi stucchi in facciata.[9]
- Il Palazzo Pancaldi tardocinquecentesco, ospita il Museo comunale d'arte moderna.
- Il Lido pubblico patriziale, opera dell'architetto Livio Vacchini degli anni 1981-1986.
- Il Teatro San Materno del biennio 1927-1928 dell'architetto Carl Weidemeyer.
- L'Albergo Monte Verità e le case Selma, Aida, dei Russi e Anatta al Monte Verità.
- La Villa Tuia dell'architetto Richard J. Neutra.
- La Villa Chiara del biennio 1934-1935 eretta da Carl Weidemeyer.
- Il cimitero del 1836 con gli affreschi di Arthur Segal.

### Edilizia militare
- Il Castello di San Michele, ricostruito in epoca longobarda e ampliato dalla famiglia Duni nei secoli XII e XIII.
- Il Castello di San Materno, trasformato in museo, conserva una cappella romanica[9] con abside semicircolare[9] dove trova posto l'affresco[9] (anch'esso romanico) della Majestas Domini.
- Il Castello della famiglia Griglioni sul lungolago.

## Società

### Evoluzione demografica
Abitanti censiti

## Nella cultura popolare
- Il comune di Ascona viene citato nella canzone "Giorgio (del Lago Maggiore)" dalla cantautrice italiana Gloria Christian.
- Nella fiction "La Piovra 4", Ascona viene citata in quanto vi si trova la residenza del faccendiere Antonio Espinosa, avversario del commissario Corrado Cattani.
- Nel 1979 ospitò una puntata di Giochi senza frontiere.
- Il nome Ascona fu utilizzato dalla casa tedesca Opel per commercializzare l'omonima berlina di fascia medio-alta prodotta tra il 1970 e il 1988.

## Amministrazione

### Gemellaggi
- New Orleans, dal 2021[11]